# Pisuisse-prijs
De Pisuisse-prijs was een prijs die tussen 1976 en 1999 uitgereikt werd aan een leerling van de Academie voor Kleinkunst voor de beste theaterprestatie. De prijs was in het leven geroepen door de (ex-)echtgenote van cabaretier Jean-Louis Pisuisse, Fie Carelsen. 
Sinds de samenvoeging van de Academie voor Kleinkunst met de Amsterdamse Toneelschool & Kleinkunstakademie is de prijs niet meer uitgereikt.

## Winnaars

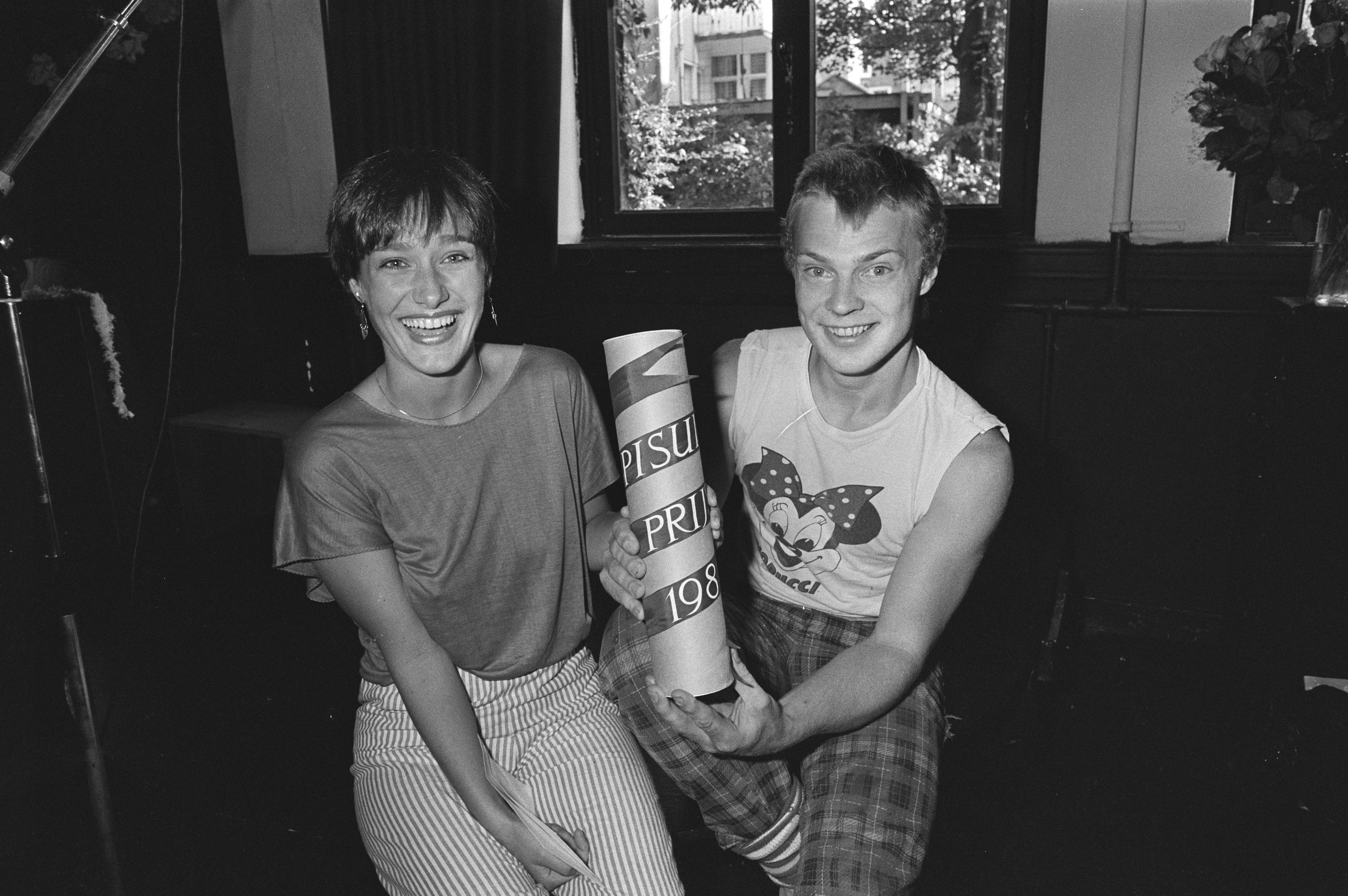
Pieter Tiddens en Marloes van den Heuvel winnaars van de Pisuisse-prijs 1980/1981

- 1999 Eva Poppink en Carice van Houten
- 1998 Alex Klaasen
- 1997 Daniela Oonk
- 1996 Remko Vrijdag
- 1994 Annick Boer
- 1993 Thomas Acda en Paul de Munnik
- 1992 Jacqueline Braun
- 1991 Jeremy Baker
- 1990 Janneke Heinsius
- 1989 István Hitzelberger (geweigerd)
- 1988 Patty Trossèl (geweigerd)
- 1987 Michel Sorbach
- 1986 Marjolijn Touw
- 1985 Fred Meijer
- 1984 Dick Cohen
- 1983 Karin Bloemen
- 1982 Edna Kalb
- 1981 Marloes van den Heuvel
- 1980 Pieter Tiddens
- 1979 Marja Gamal
- 1978 Simone Kleinsma
- 1977 Jan Elbertse
- 1976 Nelleke Burg